# Xã Eckelson, Quận Barnes, Bắc Dakota
Xã Eckelson (tiếng Anh: Eckelson Township) là một xã thuộc quận Barnes, tiểu bang Bắc Dakota, Hoa Kỳ. Năm 2010, dân số của xã này là 111 người.